# Shunrō Oshikawa
Œuvres principales
- Kaitei Gunkan (1900)
- Bukyō no Nippon (1902)
- Shinzō Gunkan (1904)
- Bukyō Kantai (1904)
- Shin Nippontō (1906)
- Tōyō Bukyō Dan (1907)

Shunrō Oshikawa (押川 春浪, Oshikawa Shunrō), né le 21 mars 1876 et mort le 16 novembre 1914 à Tokyo, est un écrivain, journaliste et éditeur japonais, surtout connu comme un pionnier de la science-fiction, et pour son rôle important dans le développement de récits d'aventures pour enfants en un genre indépendant de fiction.
Les œuvres d'Oshikawa n'ont jamais été traduites de manière significative dans les langues occidentales, laissant son influence littéraire limitée principalement au seul Japon. Cependant, les nombreuses adaptations cinématographiques libres de ses livres, à partir des années 1960, ont gagné un public considérable en Amérique et en Europe, comme Kaitei Gunkan (1963, sorti aux États-Unis sous le nom d'Atragon), une adaptation qui a fini par être considérée comme un « classique des films de science-fiction », et Shin Kaitei Gunkan (1996 et 1998, sorti aux États-Unis sous le nom de Super Atragon).
Les versions cinématographiques sont très différentes du matériel original, à la fois en raison de l'ajout d'éléments de science-fiction et de fantaisie tels qu'un kaijū et parce que la gestion des thèmes nationalistes d'Oshikawa est naturellement influencée par la profonde lutte du Japon avec cette question au lendemain de la Seconde Guerre mondiale.
Le livre Kaidanji: Oshikawa Shunrō (en) de Jun'ya Yokota (en) et Shingo Aizu sur sa vie remporte le grand prix Nihon SF en 1988,,. Dans la liste détaillée compilée par le projet Victorian Bookshelf de Confluence 2000, retraçant le développement précoce de la « romance scientifique et autres œuvres », Shunrō Oshikawa est le seul auteur non occidental mentionné pour la pré-époque 1900.

## Biographie

### Jeunesse et premiers écrits
Alors qu'il étudie le droit à la Tōkyō Senmon Gakkō (actuelle université de Waseda) au tournant du siècle, Oshikawa publie Kaitō Bōken Kidan: Kaitei Gunkan (海島冒険奇譚 海底軍艦, litt. « Navire de guerre sous-marin : Un conte fantastique d'aventure insulaire »), l'histoire d'un sous-marin blindé et armé d'un bélier dans une hypothétique guerre entre le Japon et la Russie..
Le roman reflète les ambitions impérialistes du Japon à l'époque et préfigure la guerre russo-japonaise qui commence en 1904, animée par la même motivation.
Le père d'Oshikawa est Masayoshi Oshikawa, évangéliste, militant politique et fondateur et premier président de l'université Tōhoku gakuin, et son frère est Kiyoshi Oshikawa, fondateur de la première équipe de baseball professionnelle au Japon. Pendant ses études à Waseda, Oshikawa joue dans l'équipe de baseball dirigée par Abe Isoo, avec son frère. Il écrit un prologue pour un livre de technique de baseball issu de cette expérience, expliquant comment le baseball devrait être vu à travers le bushidō. Il est membre de l'équipe de Waseda qui, en 1905, se rend aux États-Unis pour jouer contre des équipes américaines, une première pour le baseball japonais.

### Influences et œuvres ultérieures
Comme d'autres écrivains pionniers de la science-fiction de l'époque, il est influencé par les histoires de Jules Verne, dont les romans d'aventure technologiques deviennent populaires dans le Japon de l'ère Meiji qui se modernise rapidement. Plus précisément, la conception spéculative susmentionnée de la guerre sous-marine, basée sur l'éperonnage et ne faisant aucune mention des torpilles, est partagée par Jules Verne (voir le HMS Sword (en) dans Face au drapeau).
Plus tard, Kaitei gunkan devient le premier récit d'une série en six volumes au succès fou se déroulant dans les océans Pacifique et Indien : Bukyō no Nippon (武侠の日本 litt. « Japon héroïque », 1902), Shinzō Gunkan (新造軍艦 litt. « Le cuirassé nouvellement construit », 1904), Bukyō Kantai (武侠艦隊 litt. « Armada héroïque », 1904), Shin Nippontō (新日本島 litt. « Nouvelle île du Japon », 1906), et Tōyō Bukyō Dan (東洋武侠団 litt. « Troupe héroïque d'Asie de l'Est », 1907). Les livres sont réédités pendant de nombreuses années et reçoivent une nouvelle popularité à la suite d'une adaptation cinématographique réussie.
Oshikawa est passionné de sports, en particulier de baseball, et s'oppose à Nitobe Inazō, l'un des principaux partisans de l'argument que cette activité est nuisible (ja).
Il contribue également au développement de la littérature policière japonaise. Certaines de ses histoires incorporent des éléments de ratiocination, de détective, de mystère et de crime dans des récits d'aventure, d'intrigue, de bizarre et de grotesque, bien qu'à son époque, cela ne soit pas encore devenu un genre distinct en soi.
Cependant, tout ce qui précède est inextricablement lié à la part et à la responsabilité d'Oshikawa d'aider à perpétuer la culture populaire japonaise, en particulier à travers des œuvres influençant grandement les enfants et les jeunes qui restent imprimées pendant de nombreuses décennies après son époque, les thèmes du nationalisme et du patriotisme japonais, certains qui peuvent être considérés comme promouvant également le militarisme et l'impérialisme.
Oshikawa entre à la société d'édition Hakubunkan lors de l'introduction de l'auteur Iwaya Sazanami (1870–1933) et est journaliste principal au Shajitsu Gahō (en) (写実画報, litt. « Graphique pictural »), un magazine qui présente des histoires et des photos de la guerre russo-japonaise de 1904. Ce magazine cesse de paraître en 1907, mais Oshikawa devient co-rédacteur en chef d'un autre magazine de Hakubunkan, Bōken sekai (en) (冒険世界, litt. « Monde d'aventure »).
Pendant et après la guerre avec la Russie, il y eut une forte vague patriotique au Japon et, bien que le pays ait remporté une victoire décisive sur les Russes et en ait profité pour annexer la Corée, certains Japonais se sont sentis mécontents des réalisations de la guerre. Un magazine antérieur, Tanken Sekai (en) (探検世界, litt. « Monde d'exploration »), publié par le concurrent de Hakubunkan, Seikōzasshisha (成功雑誌社), s'adresse à ceux qui souhaitent lire des récits d'aventures et d'explorations japonaises à l'étranger et des fantasmes de supériorité impérialiste et de bravoure japonaise, là où la fiction était mélangée à des récits plus ou moins factuels d'exploration, de réalisations record et de « coutumes inhabituelles » du monde entier.
Le Bōken sekai (冒険世界) de Hakubunkan, qu'Oshikawa co-édite, est, comme l'a clairement montré le chercheur Kawatarō Nakajima, conçu pour plaire au même type de public, qui s'est montré attiré par les récits d'aventures militaires et d'héroïsme. Le Bōken Sekai contient souvent des histoires prétendument vraies d'aventures, d'exploration, de prouesses militaires et des récits de terres « primitives », qui reflètent toutes le nationalisme et les ambitions impériales japonaises. En même temps, cependant, il publie également des romans policiers, dont des traductions de Western Detective Stories, ainsi que des histoires de fantômes. Pratiquement chaque numéro du magazine comprend une histoire ou un article d'Oshikawa lui-même.
Après une dispute avec son éditeur, Oshikawa quitte Hakubunkan. En octobre 1911, il fonde la revue Buykō Sekai (武侠世界, litt. « Monde d'héroïsme ») avec le capital d'un entrepreneur nommé Yanaginuma Kensuke, dont la maison d'édition (Bukyō Sekaisha, plus tard Bukyōsha) se concentre à l'époque sur les livres d'aventure, de sport et d'activité physique pour les jeunes. Le nouveau magazine mensuel d'Oshikawa, qu'il édite jusqu'à sa mort, ressemble fortement à son précédent, et il contient également des récits d'exploration, des histoires d'aventures non fictives, des éditoriaux, des contes liés au sport et des traductions de mystères.
Le 6 août 1914, Oshikawa est accompagné de plusieurs rédacteurs, contributeurs, illustrateurs et lecteurs du magazine lors d'une sortie au bord d'un lac dans la partie nord de la région du Kantō. Peut-être à cause de sa mort peu de temps après, cette sortie semble être longtemps restée dans les mémoires et influencer le travail ultérieur de participants tels que l'artiste Kosugi Misei qui a illustré de nombreuses histoires d'Oshikawa et l'a suivi de son magazine précédent au dernier. Le 16 novembre de la même année, il meurt d’une encéphalite à son domicile de Tabata.
Le magazine Bukyō Sekai survit à la mort de son fondateur en 1914, et publie jusqu'en 1923.